# Portlandite
 (juillet 2025).
Si vous disposez d'ouvrages ou d'articles de référence ou si vous connaissez des sites web de qualité traitant du thème abordé ici, merci de compléter l'article en donnant les références utiles à sa vérifiabilité et en les liant à la section « Notes et références ».
La portlandite est une espèce minérale rare, de formule brute Ca(OH)2. C'est la forme naturelle de l'hydroxyde de calcium, analogue de la brucite Mg(OH)2. Elle appartient au système cristallin trigonal, et s'observe en minuscules plaques hexagonales, incolores et transparentes, à éclat perlé sur les clivages. On la trouve dans les dépôts de produits de sublimation des émanations ou fumerolles volcaniques, ou parmi les produits de dégradation des éjectas transformés à haute température parmi lesquels les laves communes sur les flancs des formations volcaniques, par exemple sur le Vésuve en Italie, mais aussi avec des roches métamorphiques de contact, par exemple à Scawt Hill, comté d'Antrim en Irlande du Nord.
Ce minéral, rare à l'état naturel, est cependant commun dans la pâte de ciment durcie et le béton dont il constitue une des principales phases hydratées. De ce fait il est très étudié par l'industrie  cimentière.

## Description et dénomination, géotype
La portlandite a été décrite en 1933 par le professeur Cecil Edgar Tille, géologue et minéralogiste à l'université de Cambridge, à partir d'échantillons de ce type de la colline Scawt, près de Larne. Ce métamorphisme de contact est caractérisé par le couple larnite Ca2SiO4 – spurrite Ca5(SiO4)2CO3. Il s'agit d'un produit d'altération des roches silico-calcaires lors du métamorphisme.
La portlandite est l'ancienne chaux éteinte Ca(OH)2. C'est aussi un produit de l'hydratation des silicates de calcium des ciments. La racine de son nom atteste que, chimiquement, c'est aussi un produit artificiel de l'hydratation du ciment Portland.

## Caractéristiques
Tout comme son équivalent artificiel, l'hydroxyde de calcium (chaux éteinte), la portlandite est faiblement soluble dans l'eau (~ 1–2 g/L). Sa solubilité diminue quand la température de la solution augmente car sa réaction de dissolution est exothermique. On la trouve parfois dans les milieux arides avec d'autres évaporites alcalines.
C'est un produit basique. Une mesure du pH d'une suspension aqueuse peut signaler sa présence à l'état naturel. Une solution saturée d'hydroxyde de calcium a un pH de 12,5.
La carbonatation du béton armé est l'une de ses principales causes de dégradation (responsable de la corrosion des armatures aggravée par la présence d'ions chlorures) avec les attaques sulfatiques interne et externe, les cycles gel-dégel parfois en présence d'eau et la réaction alcali–silice. Elle correspond surtout à la transformation de la portlandite de la pâte de ciment durci en calcite, au contact du dioxyde de carbone atmosphérique en présence d'humidité. Cette transformation lente abaisse progressivement la valeur du haut pH (13,5 – 12,5) qui protégeait l'acier de l'oxydation. Ses conséquences deviennent catastrophiques quand le front de carbonatation atteint les armatures d'acier externes qui ne sont plus passivées comme à haut pH. La corrosion de l'acier conduit à la formation d'oxydes de fer de plus faible masse volumique. L'expansion de la rouille qui foisonne autour des armatures externes crée des tensions internes dans leur enrobage de béton qui se fissure. La fracturation facilite la carbonatation et la venue d'eau ce qui conduit ultimement à la ruine de l'ouvrage. 

## Cristallochimie et cristallographie

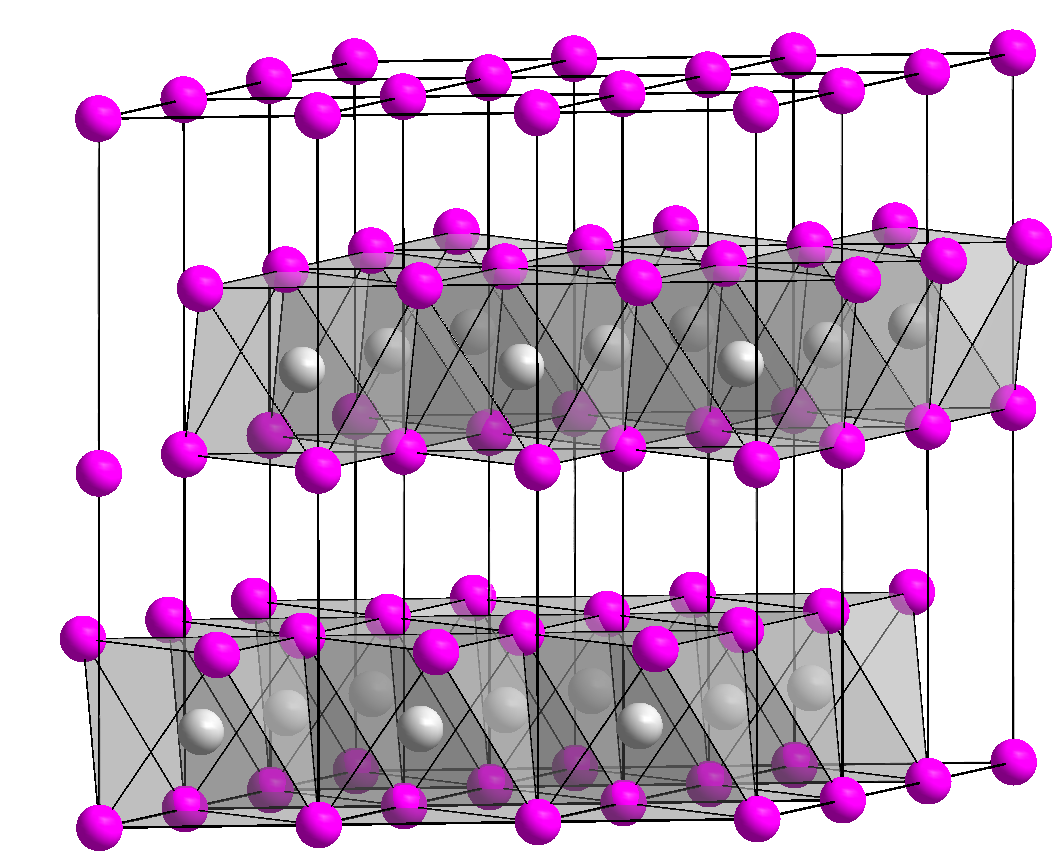
Structure type de l'iodure de cadmium, de l'hydroxyde de magnésium ou brucite, de la portlandite ... en gris le cation, en rose l'anion.

La portlandite, un minéral hydroxyde à structure en couches, cristallise de manière trigonale et appartient au groupe d'espace P3m1. Sa maille est assimilée au réseau hexagonal.
D'un point de cristallochimique, elle se rapproche des analogues de la brucite Mg(OH)2 comme l'amakinite (en) (Fe,Mg)(OH)2, l'ashoverite (en) Zn(OH)2, la paraotwayite (it) Ni(OH)2-x(SO4,CO3)0.5x, de la pyrochroïte Mn(OH)2, de la spertiniite Cu(OH)2, de la sweetite (en) Zn(OH)2, de la théophrastite Ni(OH)2 et de la wülfingite (en) Zn(OH)2.
Toutefois, les empilements d'octaèdres formés par les ions hydroxyle reliés bord à bord la placent selon la classification de Strunz dans le groupe de la brucite, avec l'amakinite, la brucite, la pyrochroïte, la théophrastite (it) et la fougerite (Fe,Mg)6Fe2(OH)18•4(H2O).

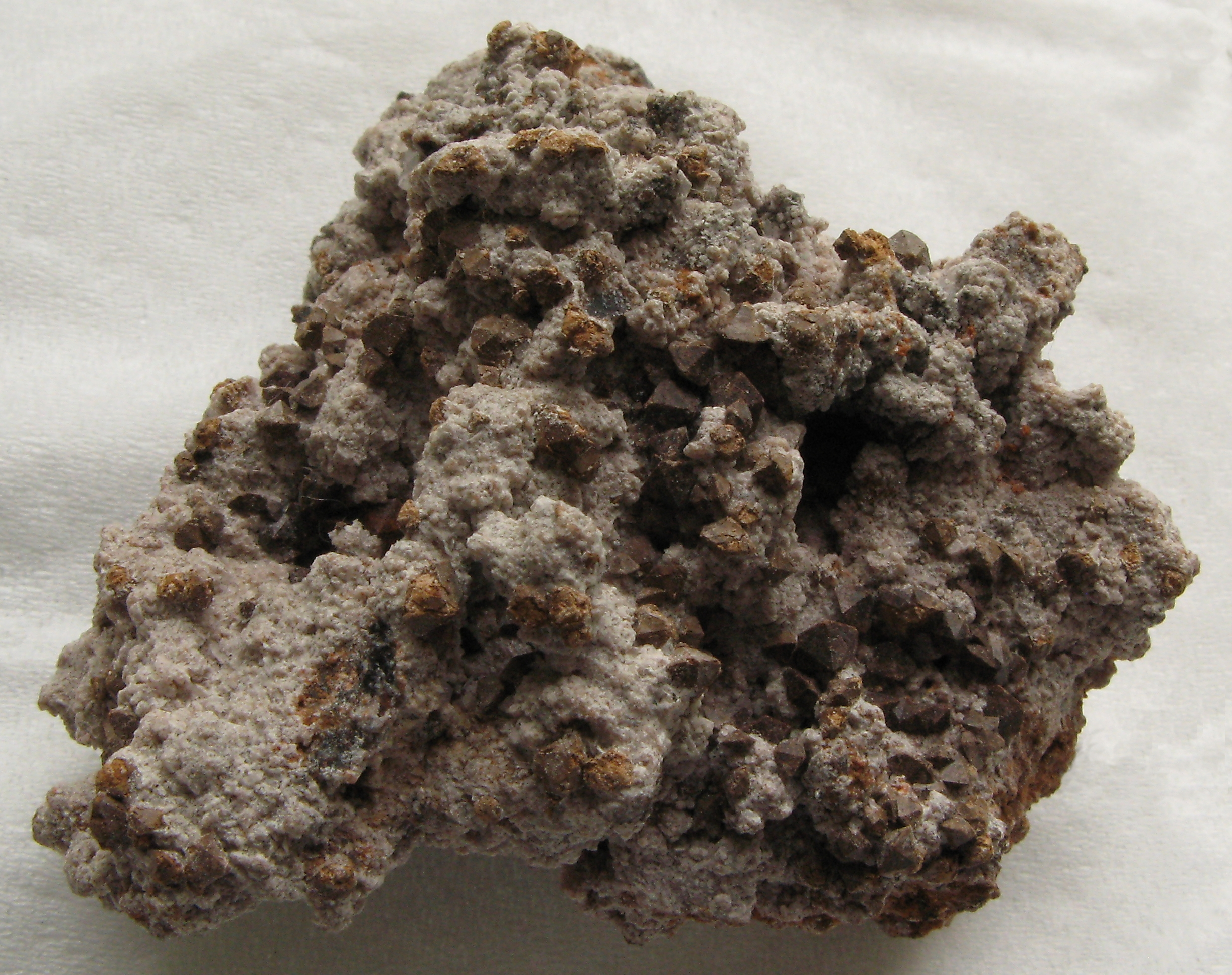
Portlandite blanc crème associée à la sturmanite, un sulfo-hydroborate calcique complexe hydraté. Mine de N'Chwanning, Nord désertique de la Province du Cap, Afrique du Sud.

Seul le dernier membre de ce groupe ne correspond pas à la formule type du cristal ionique M2+(OH−)2. C'est pourquoi elle ne figure pas dans le groupe de la brucite selon Dana.

## Gîtologie
Outre les zones volcaniques ou de métamorphisme de contact, comme la carrière Caspar sur le volcan Bellerberg de Mayen dans l'Eifel (couple mayenite (en) – ettringite), ce minéral rare peut se trouver dans les eaux alcalines des sources thermales issues de roches ultramafiques. C'est le cas par exemple des sources salées du Jebel Awq à Oman.
C'est aussi un produit de la combustion naturelle des veines de charbon ou des puits naturels de bitume. Ces cas de formation in situ ont été relevés dans les mines du bassin charbonnier de Tcheliabinsk, en Russie, ou dans le désert jordanien de Maqarin, ou au voisinage d'Hatrurim, dans le Néguev israélien, à partir d'affleurements bitumineux.
La portlandite apparaît également dans les mines de manganèse de Kuruman, dans la province du Cap en Afrique du Sud. Noter les gros cristaux en tablettes de plus de 5 cm et les pièces massives trouvées dans cette partie du désert du Kalahari.
Elle est habituellement associée en paragenèse avec : afwillite, calcite, halite, brownmillerite (en), hydrocalumite, larnite et spurrite, mayenite et ettringite.

## Lieux d'occurrence
- Afrique du Sud

mine de Black Rock ou mine Wessels à Hotazel ou mine N'Ch'wanning à Kuruman, dans le champ minier de Manganèse du Kalahari
Mine de Palabora, Phalaborwa, Province de Limpopo
- Allemagne

carrière de Zeilberg, Maroldsweisach, Franconie bavaroise
Feuerberg,
Emmelberg, Übersdorf, Daun dans le massif de l'Eifel, Rhénanie-Palatinat
volcan Bellerberg, Ettringen près de Mayen dans le massif de l'Eifel
Mine Lichtenberg, Gera, Thuringe
- Australie

Carrière de granite, Lac Boga, Province de Victoria
- Belgique

Mine Saint-Jean, Montignies-sur-Sambre
- Canada

Mine du géant Mascot(te), Hope, Colombie Britannique
Oka dans le massif des Laurentides au Québec et ancien cratère météoritique de Kativik, Nord Québec
- Chine

Mines manganisifères de Hougou-Dapingshan, Mian, Hanzhong, Shaanxi
- États-Unis

Anciennes mines de charbon de Virginie
- France

Mines de Boisséjour, Ceyrat, Puy-de-Dôme
zone de métamorphisme de Lapanouse-de-Sévérac, Aveyron
Mines de Cu et Pb Les Rats, au Crozet, La Pacaudière, Loire
- Grande-Bretagne

Scawt Hill, comté d'Antrim en Irlande du Nord (géotype)
Carneal, Glenoe, comté d'Antrim
- Italie

Carrière de Campomorto, Momalto di castro, Province de Viterbe
Carpenara, Province de Gênes, Ligurie
Colle Fabbri, Spolète, Ombrie
Vésuve, Campanie
- Israël

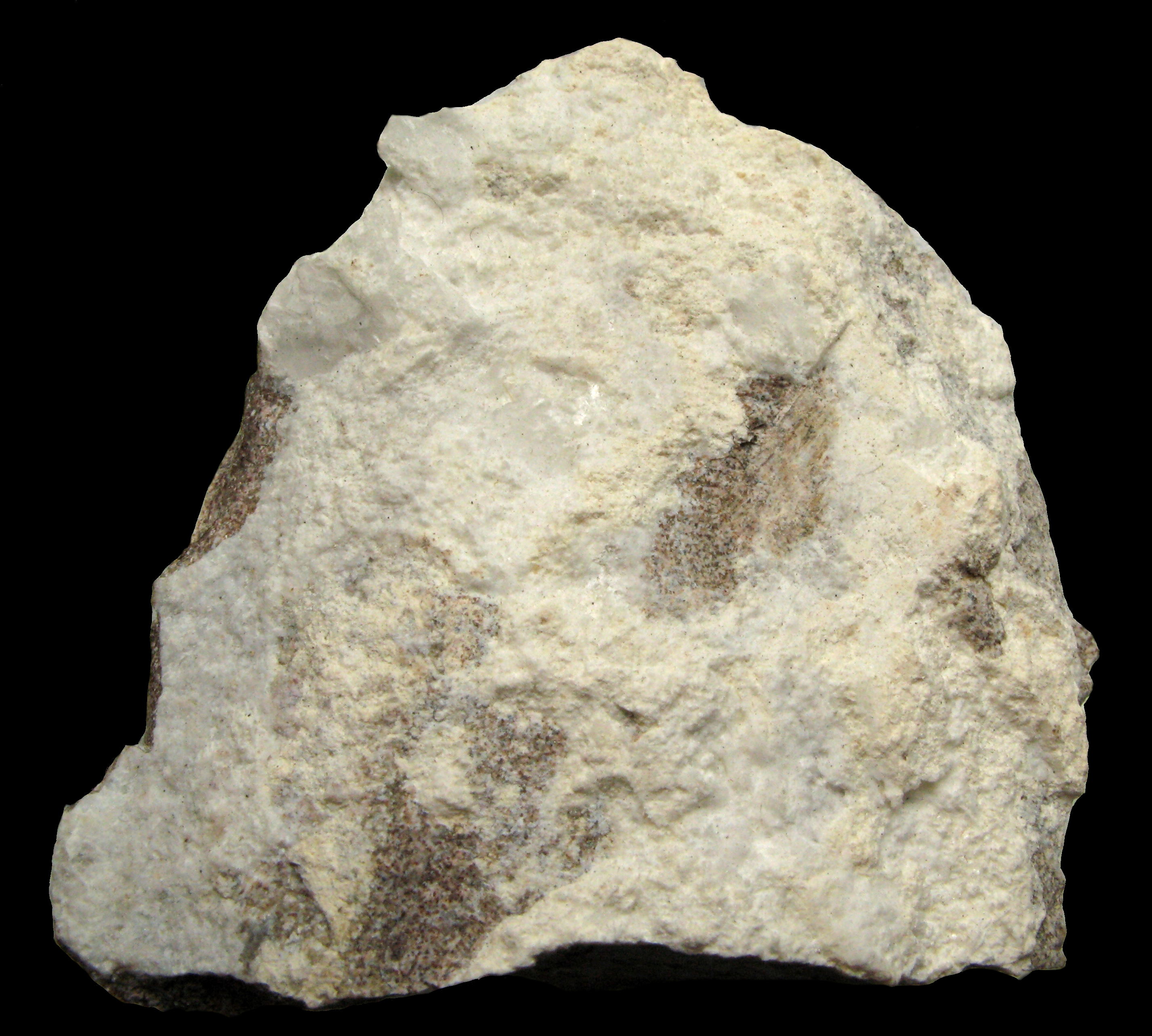
Portlandite blanche associée à l'ettringite, volcan Bellerberg, Ettringen, District de Mayen dans l'Eifel

Bassin d'Hatrurim et formation homonyme, Néguev
- Jordanie

Maqarin
- Hongrie

dans la puszta de Kanya ou Kányáspuszta, Monts Matra
- Mexique

Cerro de la Coronita, Cuernavaca, Morelos
- Norvège

Mines de fer du Kongsberg, Buskerud,
- Oman

sources salées du Jebel Awq
- Palestine

Ma'aleh Adumim ou Djebel Harmun, dans les formations géologiques d'Hatrurim
- Pologne

mine de Dąbrowka Wielka, près de Katowice, Haute Silésie
- Roumanie

colline Cornet, Hunedoara
- Russie

mine de charbon de Korkino, Bassin minier de Chéliabinsk, Oural méridional
Dépôt de Khiagda, plateau de Vitim, République de Bouriatie
- Suède

Alnö, Sundsval
- Tadjikistan

Zones de roches alcalines, Dunkelsdyksky, Mont Pamir
- Tunisie

Djebel Sekarna, Siliana
- autres anciennes mines de charbons
- autres affleurements bitumineux

## Usages
La portlandite étant un minéral naturel rare, elle ne présente pas d'intérêt pour remplacer l'hydroxyde de calcium produit massivement de façon industrielle. C'est un minéral de collection.